# Lycaeides aegusella
Lycaeides aegusella är en fjärilsart som beskrevs av Ruggero Verity 1921. Lycaeides aegusella ingår i släktet Lycaeides och familjen juvelvingar. Inga underarter finns listade i Catalogue of Life.